# Pedinus femoralis
Pedinus femoralis är en skalbaggsart som först beskrevs av Carl von Linné 1767.  Pedinus femoralis ingår i släktet Pedinus, och familjen svartbaggar. Arten har ej påträffats i Sverige.

## Bildgalleri

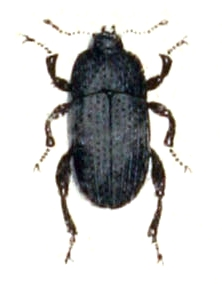